# فرنسيسكو فيدال فرانكو
فرنسيسكو فيدال فرانكو (بالإسبانية: Francisco Vidal Franco)‏ (25 أغسطس 1987 في المكسيك - ) هو لاعب كرة قدم مكسيكي في مركز الدفاع. لعب مع نادي تولوكا ونادي كيريتارو وريبوسيروس دي لا بيداد ‏.

## وصلات خارجية
- فرنسيسكو فيدال فرانكو على موقع قاعدة بيانات كرة القدم.إي يو (الإنجليزية)